# Transporte mediado
Transporte mediado é um tipo de transporte realizado através da membrana celular. Este transporte é caracterizado por necessitar de proteínas transportadoras  (permeases) para a sua realização, necessitando também dos processos físicos que ocorrem dentro (meio intracelular) e fora (meio extracelular) da célula . 
 
Existem dois tipos deste transporte: 
- Difusão facilitada
- Transporte activo
- Osmose